# Gnomidolon denticorne
Gnomidolon denticorne es una especie de escarabajo longicornio del género Gnomidolon, categorizada en la tribu Hexoplonini, de la subfamilia Cerambycinae. Fue descrita por Bates en 1892.

## Descripción
Mide 8,5 mm de longitud.

## Distribución
Se distribuye por Panamá.